# Póvoa do Concelho
Póvoa do Concelho is een plaats (freguesia) in de Portugese gemeente Trancoso en telt 259 inwoners (2001).